# Катастрофа Ил-18 в Ашхабаде
Катастрофа Ил-18 в Ашхабаде — авиационная катастрофа, произошедшая вечером во вторник 5 марта 1963 года в аэропорту Ашхабад. Авиалайнер Ил-18В Ашхабадского ОАО авиакомпании «Аэрофлот» выполнял плановый пассажирский рейс SU-191 по маршруту Москва — Красноводск — Ашхабад, но при заходе на посадку в Ашхабадском аэропорту лайнер вошёл в зону пыльной бури. Вскоре лайнер потерял управление и рухнул недалеко от Ашхабадского аэропорта. Погибли 12 человек на борту из 54 — 43 пассажиров и 11 членов экипажа, из которых выжили 42.

## Самолёт
Ил-18В с бортовым номером 75765 (заводской — 181003404, серийный — 34-04) выпущен заводом ММЗ «Знамя Труда» 28 июня 1961 года и передан Туркменскому территориальному управлению гражданского воздушного флота. На момент катастрофы авиалайнер имел 2098 часов налёта и 1213 посадок.

## Экипаж
Экипаж из 165 лётного отряда состоял из 11 человек и имел следующий состав:
- Командир воздушного судна — Михаил Исаевич Ромащенко.
- Второй пилот — Александр Петрович Дорогов.
- Штурман — Василий Александрович Тембай.
- Бортмеханик — Анатолий Фёдорович Чумиков.
- Бортмеханик-стажёр — Николай Фёдорович Краснов.
- Бортрадист — Сергей Иванович Шалаев.
- Старший штурман лётного отряда — Пётр Николаевич Петров.
- Проверяющий — Иван Иванович Алдушин, старший пилот-инструктор УЛСиД ГУ ГВФ.
- Стюардессы:
  - Р. А. Бучнева,
  - Г. К. Курбанова,
  - Г. И. Челпанова.

## Катастрофа
5 марта 1963 года в 18:04 местного времени (16:04 МСК) рейс 191 вылетел из Красноводского аэропорта, рейс выполнял Ил-18В борт СССР-75765, летящий из Москвы в Ашхабад с промежуточной остановкой в Красноводске. На его борту находились 54 человека: 43 пассажира и 11 членов экипажа. Согласно имеющемуся у экипажа прогнозу погоды в Ашхабаде небо затянуто кучево-дождевыми облаками с нижней границей 600—1000 метров, видимость составляла 4—10 километров. После 21:00 ожидалось ухудшение погоды: пыльная буря, ветер северо-западный 18—20 м/с, видимость менее 1000 метров. По таким данным экипаж мог вполне успеть завершить рейс до ухудшения погоды. Но на самом деле погода ухудшалась гораздо быстрее и уже в 17:00 синоптик аэропорта Ашхабад выдала новые данные о погоде. Но синоптик аэропорта Красноводск не довела до старшего диспетчера сведений об изменении прогноза.
Экипаж рейса 191 не знал об изменившемся прогнозе в Ашхабаде, но уже через 15—20 минут после вылета из Красноводска, на эшелоне полёта 6000 метров Ил-18 попал в сильную болтанку, поэтому экипаж изменил курс для обхода. В 19:15 диспетчер передал экипажу сведения о погоде: пыльная буря, видимость 300 метров. Но из-за сильных радиопомех, вызванных бурей, экипаж этих данных не услышал, но, в свою очередь, имея данные о видимости 5 километров, хотя они уже летели в сложных метеоусловиях, пилоты не стали пытаться выяснить фактическую погоду. Диспетчеры не предприняли попыток повторно связаться с самолётом, чтобы сообщить фактическую погоду и перенаправить его на запасной аэродром Ак-Тепе.
Когда самолёт находился в 25 километрах северней аэропорта, экипаж начал выполнять заход на посадку магнитным курсом 295°. Ввиду сильных атмосферных помех радиокомпас начал выдавать ложные показания, в том числе и пролёт ДПРМ. Экипаж обнаружил эту ошибку и вывел самолёт в район траверза ДПРМ. После 3-го и 4-го разворотов Ил-18, находясь на высоте 400 метров, вышел на посадочную прямую. Пилотировал его проверяющий из Главного управления, который сидел в правом кресле. Экипаж доложил, что видит огни, и начал заходить на посадку. При этом были включены фары, что в данной ситуации ошибочно, так как они создали экран, сильно снижающий видимость.
На участке между ДПРМ и БПРМ самолет неожиданно попал в сильную турбулентность с ветром 20—25 м/с, видимость упала до 30 метров. Самолёт начало бросать до 40 метров, крен быстро менялся, из-за чего пилотажные приборы начали работать неустойчиво. В один из моментов Ил-18 оказался всего в 7 метрах от земли с креном 5—7° в 250 метрах от БПРМ, после чего крайний левый винт зацепил фонарь огней подхода высотой 6 метров, затем правая плоскость сбила телеграфный столб высотой 7 метров. Потеряв скорость, самолёт начал снижаться и в 150 метрах от БПРМ, через 100 метров от места первого удара, его левая тележка шасси задела железобетонный столб огней подхода. С креном 30° Ил-18 начал сбивать железобетонные столбы, затем ограду БПРМ, после чего приземлился у БПРМ в 1012 метрах от торца ВПП.
Промчавшись по земле 130 метров, самолёт потерял обе плоскости крыла, кабина пилотов была полностью разрушена. Фюзеляж завалился на левый борт. Возник пожар, в котором сгорела вся средняя часть. В катастрофе погибли все находящиеся в кабине 8 членов экипажа (выжили только стюардессы) и 4 пассажира.

## Причины
Непосредственной причиной катастрофы стало грубое нарушение минимума погоды, в результате чего самолёт попал в опасные явления погоды, а также преступно-халатное решение авиадиспетчеров, которые не передали экипажу фактическую погоду, не отправили самолёт на запасной аэродром, а затем приняли решение посадить самолет в опасных метеоусловиях. Свою роль сыграла ошибка экипажа, который не проявил бдительность и не выяснил фактическую погоду.